# Zmije levantská
Zmije levantská (Macrovipera lebetina) je druh jedovatého hada, který se vyskytuje v mnoha asijských státech. Je jedním ze čtyř zástupců rodu Macrovipera. Druh je často řazen do rodů Daboia a nebo Vipera. Samotná zmije levantská má pět poddruhů.

## Rozšíření
Druh se vyskytuje v oblasti od Turecka až po Indii, obývá Kavkaz, dosahuje Ferganské kotliny, vyskytuje se na Kypru a prakticky celém Blízkém východě. Oddělené populace žijí v Tunisku a Alžírsku. Podrobnější popis rozšíření je u jednotlivých poddruhů.

## Vzhled
Jde o mohutného a silného hada. Je to jedna z největších zmijí. Nejdelší jedinec z Turecka dosahoval 230 centimetrů. Většinou ale dorůstá mnohem méně. Délka je velmi závislá na poddruhu, obvykle však činí 80 až 130 centimetrů. Má silné tělo, ocas je asi šestinový k délce těla. Samci jsou v dospělosti až o třetinu delší než samice. Hmotnost dosahuje až 2,7 kg, běžně ale dospělí jedinci váží 300 gramů až 1,5 kg.
Má krátkou hlavu výrazně oddělenou od krku s množstvím šupin. Oční zřítelnici má svislou a štěrbinovou. Čenich je kulatý a tupý, protože nasální a nasorostrální štítky bývají spojené v jeden, ačkoliv některé populace to tak nemají. Nadočnicový štítek bývá rozdělený, počet nadočnicových štítků je jeden z rozlišovacích znaků mezi poddruhy. Supralabialní (horní retní) štítky jsou v počtu 10 až 11. Mezi nimi a okem jsou ještě dva nebo tři menší. Sublabiálních (spodní retní) štítků je 12 až 14. Dorzální (hřbetní) štítky jsou výrazně kýlnaté. Kolem těla je 23 až 25 řad těchto štítků, záleží ovšem na poddruhu, někdy jich je i více. Břišních štítků bývá 146 až 163, opět je to ale velmi různorodé podle poddruhů. Tento počet břišních štítků platí pro poddruh Macrovipera lebetina lebetina. Podocasních štítků bývá 42 až 49. Anální štítek je jeden.
Zbarvení bývá velmi různorodé. Většinou různé odstíny šedé, s přechody do hnědých barev až po vyloženě hnědé. Zmije mívají množství pravidelných i nepravidelných příčných skvrn po těle, většinou tmavších, někdy zbarvených až do oranžova nebo oranžovohněda. Hlava je většinou zbarvena stejně u všech poddruhů, často se vyskytuje tmavá skvrna ve tvaru obráceného V.

## Způsob života a rozmnožování
Jde o nočního živočicha, který se však nevyhýbá ani denní aktivitě. Obývá suché a kamenité oblasti s malým množstvím srážek, některé populace však žijí i v relativně vlhkých oblastech. Většinou se však vyloženě vlhkým místům vyhýbá, stejně jako pouštím. Poddruh Macrovipera lebetina obtusa žije například v horách a obývá poměrně lesnatá a vlhká údolí na Kavkaze. Vyskytuje se v oblastech od hladiny moře po 1500 metrů nad mořem. Ve východních krajinách svého výskytu však vystupuje až do 2500 metrů nad mořem. Občas se vyskytuje v blízkosti toků nebo umělých kanálů, do vody však vstupuje nerada. Obývá i hustě zalidněné oblasti, což zapříčiňuje častá uštknutí touto zmijí.
Žere hlodavce, ještěry, ptáky, jejich mláďata a vejce.
Páření probíhá na jaře. Některé poddruhy či populace rodí živá mláďata, jiné kladou vejce. Živorodé zmije žijí většinou v horských oblastech, není to však pravidlo. Mívají 5 až 35 mláďat, často však spíše méně. Pokud samice rodí živá mláďata, tak březost trvá kolem 60 až 70 dní. Pokud klade vejce, tak trvá 50 až 60 dní, než je naklade, a inkubace vajec trvá 40 až 50 dní. Hadí novorozenci měří 20 až 30 centimetrů.

## Jedovatost a obrana
Jde o velmi nebezpečného hada, jed zmije levantské má protisrážlivé účinky a rozkládá krevní destičky. LD50 jejího jedu je 0,57 až 1,5 mg/kg a jedový aparát zmije disponuje až 150 mg. Uštknutí je velmi bolestivé a mnohdy končí smrtí. Díky noční aktivitě k němu dochází často ve spánku, kdy člověk zmiji přilehne, nebo se po ní ožene. I přes aplikaci séra je někdy nutná amputace uštknutého prstu nebo dokonce i postižené končetiny. Zmije sice kouše nerada, jedem šetří, ale je poměrně agresivní. V ohrožení hlasitě a dlouze syčí, někdy i šustí ocasem.

## Taxonomie
Zmiji levantské bývají přiznávány tyto poddruhy:
1. Macrovipera lebetina lebetina z Kypru. Někteří autoři však k nominotypickému poddruhu řadí i hady z jižního Turecka, další dokonce všechny hady z oblasti od Turecka až po severní Irák a severozápadní Sýrii.
2. Macrovipera lebetina cernovi (někdy též Macrovipera lebetina chernovi) ze severovýchodního Íránu, jižního Turkmenistánu, částí severního Afghánistánu a pákistánské části Kašmíru. Tento poddruh má pravidelně rozdělené nadočnicové štítky na hlavě na několik částí.
3. Macrovipera lebetina obtusa z Turecka, Sýrie, Libanonu, Iráku, severního Jordánska, Íránu, jižního Afghánistánu, Pákistánu, severní Indie (z Kašmíru) a z oblasti celého Kavkazu (včetně Arménie, Ázerbájdžánu a Dagestánu). Východní hranicí výskytu je Ferganská kotlina. Nejsevernější jedinci bývají nalézáni v Arménii v údolí Aras. Odlišuje se větším počtem břišních šupin, kterých bývá u tohoto poddruhu 168 až 176, a větším počtem řad šupin kolem těla, kterých bývá 25 až 27. Poddruh bývá tmavší a je největší ze všech poddruhů. Běžně dosahuje až 150 centimetrů, nejdelší kus z Arménie měřil 218 centimetrů. Tento poddruh rovněž žije v odlišných místech než ostatní. Obývá spíše lesy, než vyprahlé a kamenité polopouště. Známé synonymum pro tento poddruh je Macrovipera lebetina euphratica.
4. Macrovipera lebetina transmediterranea z Alžírska a Tuniska. Vyskytuje se především v pobřežních horách těchto států. Jedinci z lokality Djebel Murdjaro blízko města Oran v Alžírsku bývají někdy řazeni k druhům Macrovipera deserti nebo k Macrovipera mauritanica. Jde o nejmenší poddruh, nikdy nepřesahuje délku jednoho metru. Má 25 řad šupin kolem těla, 150 až 164 břišních štítků a větší počet štítků na hlavě. Kromě toho se odlišuje světle šedou barvou s 34 až 41 příčnými tmavými mřížkami, které pokaždé pokrývají 2 až 3 šupiny. Tento poddruh byl objeven až v roce 1988.
5. Macrovipera lebetina turanica z východního Turkmenistánu, Uzbekistánu, Tádžikistánu, jihovýchodního Kazachstánu, části severního Afghánistánu a západního Pákistánu. Zbarvení je světlé s tmavými vzorci a oranžovými skvrnami. Nadočnicový štítek je rozdělen na dvě poloviny.
V současnosti neuznávaným poddruhem je Macrovipera lebetina peilei. Vyskytuje se v Pákistánu, Indii a Afghánistánu a má nadočnicový štítek rozdělený na dvě části. Poddruh se však přiřazuje k dalším poddruhům žijícím v oblasti a jde pouze o odchylku v počtu šupin.